# 강원특별자치도의 민속문화재
강원특별자치도의 민속문화재는 지방민속문화재 중에서 강원특별자치도 내에 있는 문화재를 의미한다. 2011년 11월 30일 현재 6건의 문화재가 지정되었고, 2건의 문화재가 지정해제되었다.

## 지정목록
| 번호  | 사진 | 명칭                                    | 소재지                                   | 관리자 (단체) | 지정일                                                                | 참조 |
| 1호   |      | 자장율사금난가사                        | 강원 강원전역                            | .             | 1978년 1월 1일 지정, 1981년 5월 해제, 해제사유 미상                   |      |
| 2호   |      | 홍서대 (紅犀帶)                         | 강원 삼척시 당저동 77                    | 삼척김씨종중  | 1979년 5월 30일 지정                                                  |      |
| 3호   |      | 청풍부원군상여 (淸風府院君喪輿)         | 강원 강원전역 춘성군 서면 안보2리 산15-1 | 김주항        | 1982년 8월 7일 지정, 1982년 8월 7일 해제, 중요민속문화재 120호로 승격 |      |
| 4호   |      | 태백산석장승 (太白山石長丞)             | 강원 태백시 소도동 192                   | 태백시        | 1995년 3월 9일 지정                                                   |      |
| 5호   |      | 화천성불사지석장승 (華川成佛寺址석장승) | 강원 화천군 간동면 유촌리 산20-2         | 화천군        | 1996년 2월 27일 지정                                                  |      |
| 6호   |      | 정선백전리물레방아 (旌善栢田里물레방아) | 강원 정선군 화암면 백전리 601            | 정선군        | 1996년 9월 30일 지정                                                  |      |
| 6-1호 |      | 물레방아                                | 강원 정선군 동면 백전리 601              | 정선군        | 1996년 9월 30일 지정                                                  |      |
| 6-2호 |      | 방아실                                  | 강원 정선군 동면 백전리 601              | 정선군        | 1996년 9월 30일 지정                                                  |      |
| 6-3호 |      | 귀애                                    | 강원 정선군 동면 백전리 601              | 정선군        | 1996년 9월 30일 지정                                                  |      |